# Espaço sequencialmente compacto
Em topologia, um espaço topológico diz-se sequencialmente compacto se qualquer sequência nesse espaço possui uma subsequência convergente.
O Teorema de Bolzano-Weierstrass afirma que um subconjunto de {\displaystyle \mathbb {R} ^{n}} é sequencialmente compacto se e só se for fechado e limitado, o que juntamentente com o teorema de Heine-Borel significa que um subconjunto de {\displaystyle \mathbb {R} ^{n}} é sequencialmente compacto se e só se for compacto.
Em espaços topológicos genéricos, os conceitos de compacidade e compacidade sequencial não são equivalentes. Por exemplo, o espaço de todos os ordinais numeráveis {\displaystyle \omega _{1}}, munido com a topologia da ordem é sequencialmente compacto, mas não compacto. Por outro lado, o espaço das funções de [0,1] em [0,1], com a topologia produto, é compacto, mas não sequencialmente compacto. Outro exemplo é a compactificação de Stone–Čech dos números naturais, {\displaystyle \beta \mathbb {N} }, que é um espaço compacto, infinito e que não possui nenhuma sequência injetora que seja convergente, e, portanto, não é sequencialmente compacto.
Num espaço métrico, por outro lado, os conceitos compacto, enumeravelmente compacto e sequencialmente compacto são equivalentes.